# Кузик Валентина Володимирівна
Валенти́на Володи́мирівна Ку́зик (до шлюбу Працюк; 2 січня 1944, село Чаплинка Херсонської області  — 5 травня 2025) — українська музикознавиця. Кандидат мистецтвознавства (1982), доктор філософії мистецтва. Дослідниця творчості Миколи Леонтовича. Лауреатка премії імені Миколи Лисенка (2002).

## Біографія
Народилася в сім'ї Працюків, має брата Володимира та двох сестер - Любов, композиторку, і Тетяну, хорового диригента. Батько — В. М. Працюк, хоровий диригент, педагог, композитор-аматор.
Навчалася в Каховській дитячій музичній школі. Надалі вступила до Херсонського музичного училища, де навчалася на диригентсько-хоровому відділенні. Закінчила клас М. В. Алейнікова, потім клас Н. Б. Фідзеля (учня Костянтина Пігрова). Також факультативно вивчила фортепіано та теоретичні предмети (останні з 1960 року в І. О. Муравської). Під час навчання 4 роки працювала концертмейстеркою та грала на фортепіано в Херсонському джазовому оркестрі, що його створили учні училища.
1967 року закінчила Київську консерваторію. Учениця Надії Горюхіної. Після закінчення консерваторії у 1967—1969 роках викладала теоретичні дисципліни та паралельно працювала концертмейстеркою в музичній студії Народного хору імені Григорія Верьовки. Її курси слухали студенти, що надалі стали відомими українськими співаками та співачками, зокрема Ніна Матвієнко, Микола Шопша, В. Ковальська, Р. Заклецька.
Від 1969 року працює в Інституті мистецтвознавства, фольклористики та етнології. 1982 року захистила дисертацію кандидата мистецтвознавства. 2004 року здобула вчене звання старший науковий співробітник.
1978 року вступила до Спілки композиторів УРСР, обиралася до правління Київської обласної президії Спілки, а також до республіканської президії. Брала участь у роботі музикознавчої комісії, започаткувала цикли «Музична просвіта», «Музичні зібрання». 
У 2000 році Валентина Кузик стала однією з засновниць міжнародного дитячого фестивалю «Vivat, musica!» в Новій Каховці, регулярно бере участь у його журі.

## Наукова діяльність
Першу наукову працю опублікувала ще за навчання в консерваторії у співавторстві з Ніною Герасимовою-Персидською.
Авторка книг про українську ліричну пісню, про Музичне товариство імені Миколи Леонтовича.
Біографка Дмитра Ревуцького, публікаторка його праць.

## Нагороди
- Премія імені М. В. Лисенка (2002)[3]

## Наукові праці
- П. Майборода. — К., 1978; 1983; 1987; 1988;
- Українська радянська лірична пісня. — К., 1980;
- Пісні Великої Вітчизняної війни. — К., 1986. Вип. 1; 1987. Вип. 2;
- Товариству ім. М. Леонтовича — 75 років. — К., 1996;
- Ревуцькі — Хмельницькі — Ржевуські // Укр. муз. арх. — К., 2003. — Вип. 3;
- Дмитро Ревуцький. Коментарі до біографії // НТЕ. — 2006. — № 3;
- Л. М. Ревуцький. — Ніжин, 2009; 2011.